# کپورهای ماری
کپورهای ماری (نام علمی: Serpenticobitis) نام یک سرده از تیره رفتگرماهیان است.